# Dusan Bonacic
Dusan Vladimir Bonacic Krogh (19 de julho de 1995) é um voleibolista chileno, que atua como ponta e atacante. É jogador do Club Ciudad de Buenos Aires e da Seleção Chilena.

## Títulos
Clubes
Campeonato Suíça:
- 2014

Supercopa Italiana:
- 2014

Campeonato Argentino:
- 2021

Seleção principal
Copa Pan-Americana Masculino Sub-21:
- 2011

Campeonato Sul-Americano Masculino Sub-19:
- 2012

Campeonato Sul-Americano Masculino Sub-21:
- 2014

Campeonato Sul-Americano Masculino Sub-23:
- 2014

Copa Pan-Americana Masculino Sub-23:
- 2016

Jogos Sul-Americanos:
- 2018

Campeonato Sul-Americano:
- 2019[2], 2021

## Premiações individuais
- 2012: Jogador Mais Valioso Campeonato Sul-Americano Masculino Sub-19
- 2014: Melhor ponteiro Campeonato Sul-Americano Masculino Sub-21
- 2014: Melhor ponteiro Campeonato Sul-Americano Masculino Sub-23
- 2019: Melhor ponteiro Campeonato Sul-Americano
- 2020-21: Melhor ponteiro Liga A1 Argentina